# Habsburg–Tescheni Frigyes főherceg
Habsburg–Tescheni Frigyes (ismert még mint Tescheni Frigyes főherceg, németül: Erzherzog Friedrich von Österreich-Teschen; Gross-Seelowitz, 1856. június 4. – Magyaróvár, 1936. december 30.), a Habsburg–Lotaringiai-házból származó osztrák főherceg, magyar és cseh királyi herceg, tescheni herceg, Károly Ferdinánd főherceg és Habsburg–Nádori Erzsébet Franciska gyermeke, császári és királyi tábornagy, valamint az Osztrák–Magyar Monarchia haderejének főparancsnoka 1914 és 1917 között.

## Élete

### Származása, testvérei
Frigyes főherceg a Habsburg–Lotaringiai-ház tescheni ágából származott. Édesapja Károly Ferdinánd főherceg (1818–1874) volt, Károly főhercegnek (1771–1847), Teschen első hercegének és Henrietta Alexandrina nassau–weilburgi hercegnőnek (1797–1829) fia.
Édesanyja Erzsébet Franciska Mária főhercegnő (1831–1903) volt, Habsburg–Estei Ferdinánd Károly Viktor főherceg (1821–1849) özvegye, József nádor leánya.
Frigyes főherceg szülei egymás elsőfokú unokatestvérei voltak, hiszen a főherceg apai nagyapja, Károly főherceg (1771–1847), Teschen hercege, (az asperni győztes hadvezér) és anyai nagyapja, József Antal János osztrák főherceg, Magyarország nádora (1776–1847) édestestvérek voltak, (mindketten II. Lipót német-római császár, magyar és cseh király fiai). Károly Ferdinánd és Erzsébet Franciska Mária házasságából hat gyermek született, négyen érték meg a felnőttkort.
- Ferenc József főherceg (*/† 1855).
- Frigyes főherceg (1856–1936), Teschen hercege, császári és királyi tábornagy.
- Mária Krisztina Dezideráta főhercegnő (1858–1929), aki XII. Alfonz spanyol királyhoz ment feleségül.
- Károly István főherceg (1860–1933), a Császári és Királyi Haditengerészet  (k.u.k. Kriegsmarine) főfelügyelője 1916-ig.
- Jenő főherceg (1863–1954) császári és királyi vezértábornagy, lovagrendi nagymester (Hochmeister), a világháborúban a délnyugati front parancsnoka 1917-ig.
- Mária Eleonóra főhercegnő (*/† 1864).

### Házassága, gyermekei

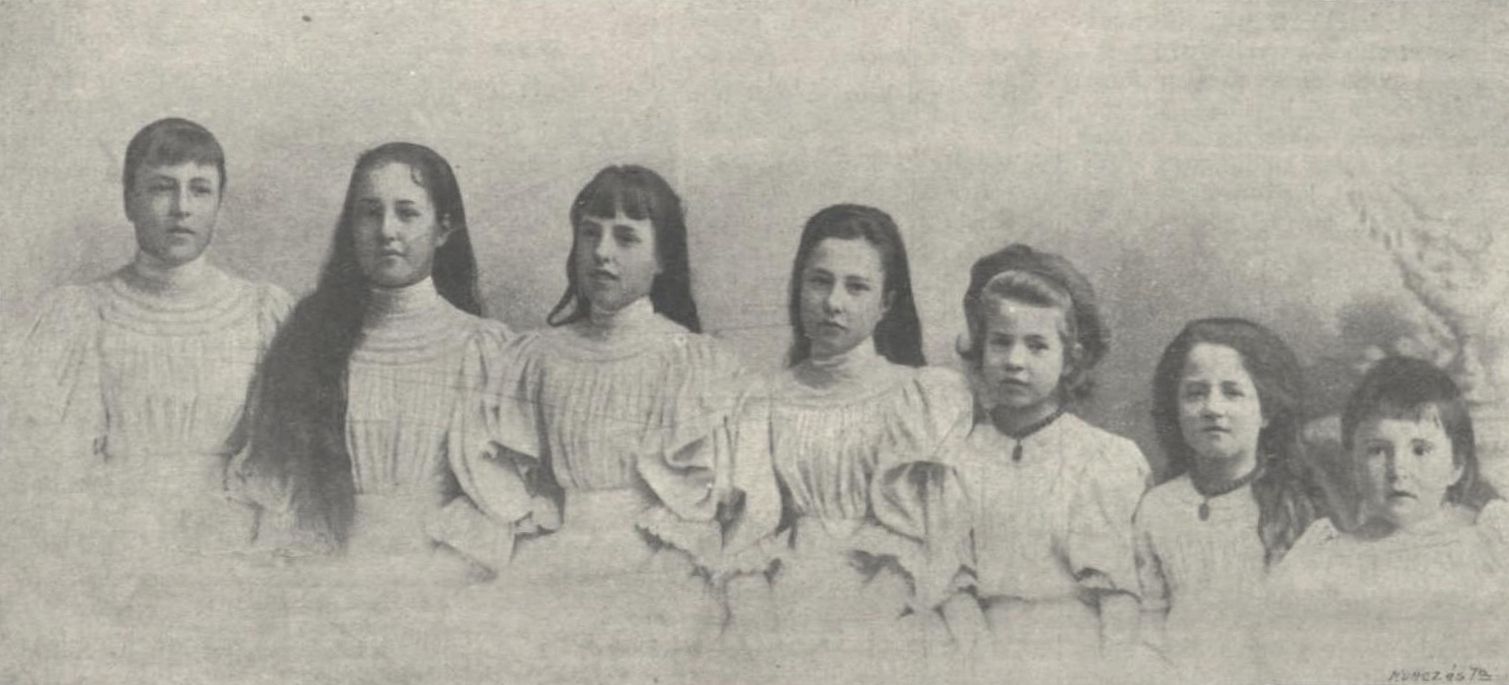
Frigyes főherceg leányai

Frigyes főherceg 1878. október 8-án a belgiumi Ermitázs kastélyban (Château de l’Hermitage) feleségül vette Isabella von Croÿ-Dülmen német hercegnőt (1856–1931), Rudolf Maximilian Constantin von Croÿ hercegnek és Natalie de Ligne hercegnőnek leányát. Házasságukból kilenc gyermek született, közülük ketten még a századforduló előtt, fiatalon meghaltak:
- Mária Krisztina Izabella főhercegnő (1879–1962), aki 1902-ben Emanuel Alfred zu Salm-Salm herceghez ment feleségül.
- Mária Anna Izabella főhercegnő (1882–1940), aki 1903-ban a Bourbon-házból való Illés (Elias) parmai herceghez (1880–1959), I. Róbert parmai herceg fiához ment feleségül.
- Mária Henrietta főhercegnő (1883–1956), aki 1908-ban Gottfried von Hohenlohe-Waldenburg-Schillingsfürst herceghez ment feleségül.
- Natália Mária Terézia főhercegnő (1884–1898), fiatalon meghalt.
- Stefánia Mária Izabella főhercegnő (1886–1890), gyermekként meghalt.
- Gabriella Mária Terézia főhercegnő (1887–1954), nem ment férjhez.
- Izabella Mária Terézia főhercegnő (1888–1973), aki 1912-ben a Wittelsbach-házból való György Ferenc József bajor királyi herceghez (1880–1943), Gizella főhercegnő fiához ment feleségül, de házasságukat már 1913-ban érvénytelenítették.
- Mária Aliz főhercegnő (1893–1962), aki 1920-ban Friedrich Heinrich Waldbott von Bassenheim báróhoz ment feleségül.
- Albert Ferenc József főherceg (1897–1955), nyolc leány után az első és egyetlen fiú, a tescheni hercegi cím örököse.

### A tescheni hercegi örökség
Károly Ferdinánd főherceg bátyja, Frigyes főherceg nagybátyja a császárhű és nagyhatalmú Albert (Albrecht) főherceg (1817–1895) volt, Teschen második hercege. Albert főherceg apja Károly főherceg (1771–1847) volt, aki 1809 májusában az asperni csatában legyőzte Napóleont, és jelentős része volt az 1813-as Népek Csatájában is, amely a Francia Császárság bukásához vezetett. Károly főherceget hadvezéri érdemeiért I. Ferenc császár Teschen első hercegének méltóságába emelte. A hatalmas birtokadományt fia, Albert főherceg örökölte. Apjához hasonlóan Albert is kimagasló katonai tehetség volt, hűséggel szolgálta császári unokaöccsét, Ferenc Józsefet. A Birodalom hadvezéreként 1846–1866 között háborús győzelmeket aratott, és nemzeti forradalmi megmozdulásokat vert le. A vesztes 1866-os porosz–osztrák háború után, 1867-ben kinevezték az Osztrák–Magyar Monarchia fegyveres erőinek főparancsnokává. Ha már 1866-ban kinevezték volna, Ausztriának nagyobb esélye lett volna a győzelemre.

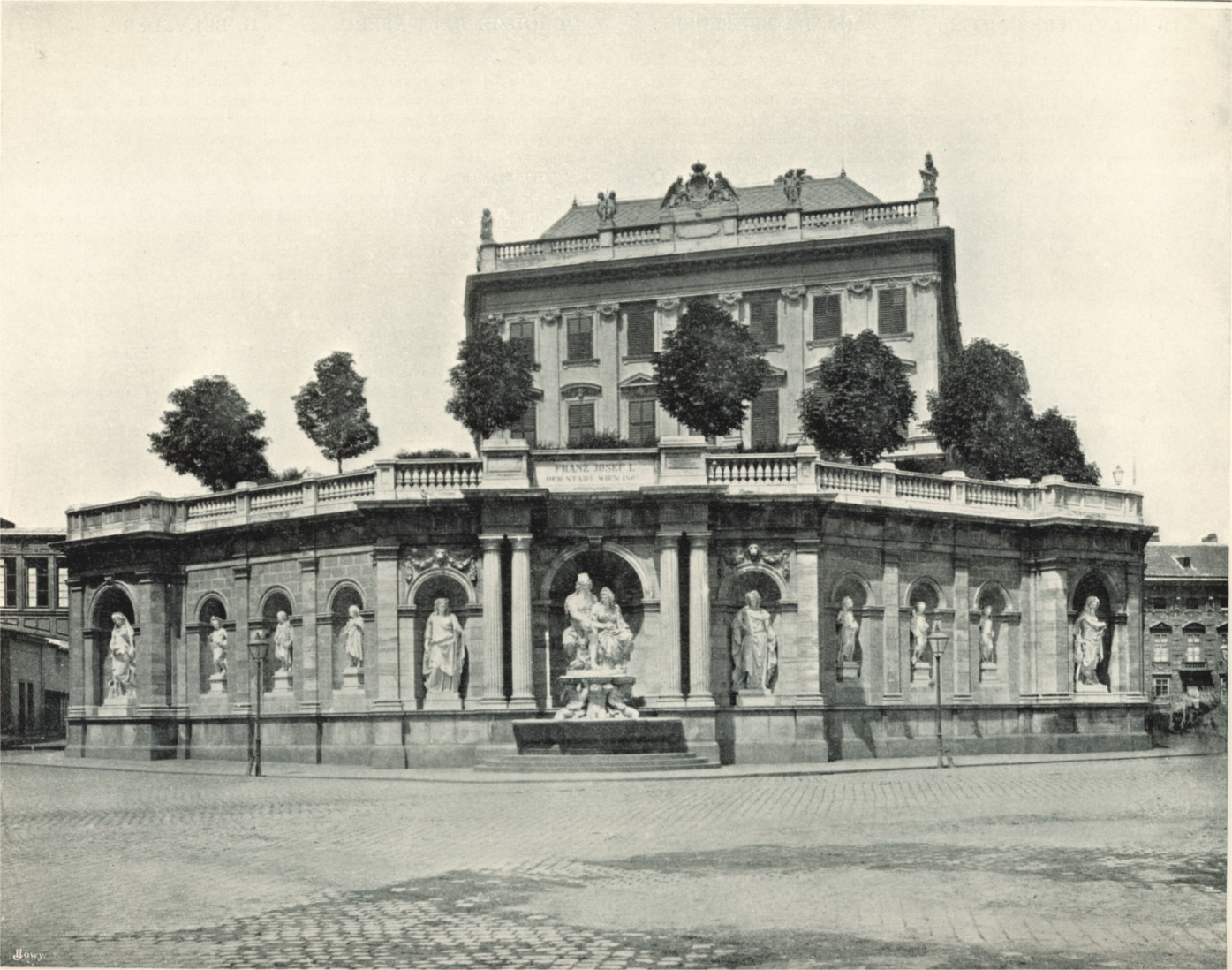
A bécsi Albertina 1898-ban.

Albert főhercegnek nem volt fia. 1874-ben, amikor Károly Ferdinánd meghalt, Albert örökbe fogadta öccse elárvult fiait: Frigyest, Károly Istvánt és Jenőt. Az idős marsall-nagybácsi által nevelt fiúk tábornoki rangra emelkedtek, és magas parancsnoki beosztásokba jutottak a császári és királyi hadseregben. 1895. február 18-án, amikor Albert a dél-tiroli Arco-ban elhunyt, az elsőszülött Frigyes főherceg örökölte Teschen (harmadik) hercegi címét és az összes hercegi birtokot. A tescheni hercegség mellett Frigyes birtoka lett a sziléziai Saybusch (ma: Żywiec, Lengyelország), a csehországi Seelowitz (csehül Židlochovice), a morvaországi Friedek (csehül Frýdek-Místek, és a Moson vármegyei Magyaróvár. Frigyes lett a Birodalom egyik leggazdagabb embere. Örökségéhez tartozott számos értékes ingatlan Pozsonyban és Bécsben, köztük Albert főherceg bécsi palotája, az Albertina is, nagy értékű műgyűjteményével, mely ma az állami képtár része. Frigyes már az örökség várományosaként mezőgazdasági és borászati szakismereteket tanult, hogy birtokain irányíthassa a gazdálkodást, és fejleszthesse az ipart. Vásárlásokkal maga Frigyes is növelte: megvette a véglesi (szlovákul Vígľaš, Szlovákia), a topolovaci és a klachau-wörschach-i (Stájerország) uradalmakat. Birtokainak mezőgazdasági termékei (tejtermékek, pálinka, cukor) a Monarchia piacain jelentős forgalmat képviseltek.

### Katonai pályája a világháborúig

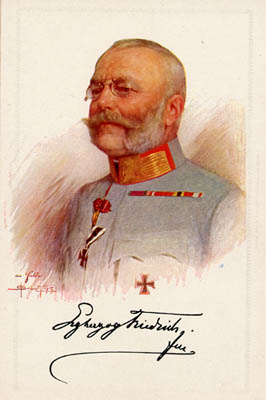
Frigyes főherceg (képeslap 1914-ből)

Magánúton tanult. 14 éves korában, 1871. március 14-én hadnagyi rangban lépett szolgálatba a tiroli császári vadászezredben (Kaiserjägerregiment). Nagyhatalmú nevelőapjának köszönhetően Frigyes szokatlanul fiatalon, 18. születésnapja előtt, 1873. április 17-én már megkapta az Aranygyapjas rendet, amelyet más Habsburg főhercegeknek csak nagykorúságuk elérése után adtak. Elvégezte a vezérkari akadémiát (Kriegsschule), megtanult magyarul, csehül és lengyelül. Kiválóan tudott franciául is.
1873. április 23-án főhadnaggyá, 1875. április 1-jén századossá léptették elő. 1876 májusában áthelyezték a 42. gyalogezredhez, 1877. május 1-jén őrnaggyá léptették elő. Áthelyezték a prágai 25. gyalogezredhez, és 1878. szeptember 15-én alezredesi rangot kapott, majd a 13. gyalogezredhez helyezték, ott 1879. október 23-án ezredessé léptették elő, és az 52. gyalogezred tulajdonosa (azaz tiszteletbeli parancsnoka) lett. 1880. szeptember 20-án kinevezték a 18. gyalogezred parancsnokává.
1882-ben kinevezték a 27. gyalogsági dandár (Infanteriebrigade) parancsnokává, itt 1882. november 1-jén vezérőrnaggyá lépett elő. 1886. július 31-én a 14. gyalogoshadosztály (Infanteriedivision) parancsnoka lett, 1886. november 1-jén altábornaggyá nevezték ki.
Altábornagyként 1889. július 31-én átvette a pozsonyi V. hadtest parancsnokságát Adolf Freiherr von Catty táborszernagytól. 1892. november 30-án kitüntették a porosz Pour le Mérite katonai érdemrenddel. Egy évvel később, 1893. november 9-én megkapta a Magyar Királyi Szent István-rend nagykeresztjét, és hamarosan, 1894. május 1-jén táborszernaggyá (Feldzeugmeister) léptették elő. 1895-ben megörökölte a tescheni hercegi címet, de a hatalmas vagyon kezelése sem vonta el őt a katonai pálya iránti elkötelezettségtől. Elődei, Teschen hercegei a 19. század elismert osztrák hadvezérei voltak. Frigyes küldetésének érezhette, hogy ezt a hagyományt átvigye a 20. századba is.

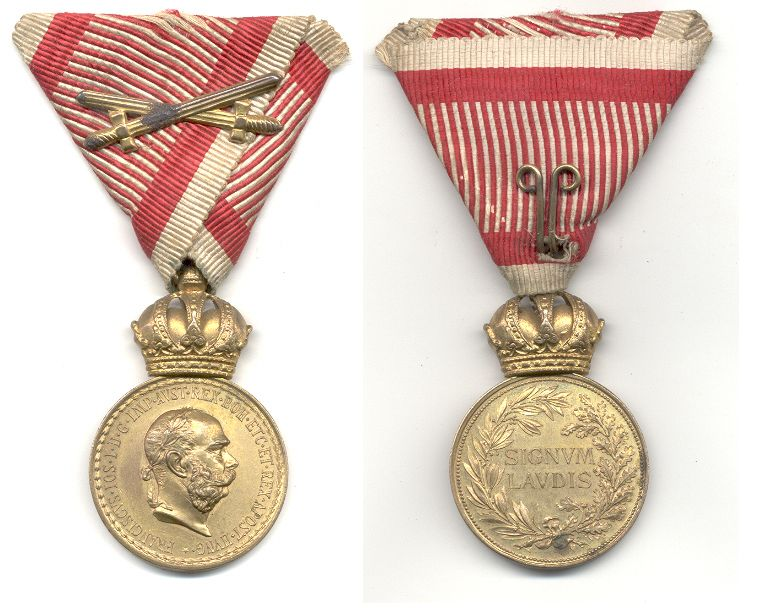
A Signum Laudis Katonai Érdemérem

Ferenc József császár és király trónra lépésének 50 éves jubileuma alkalmából, 1898. november 30-án Frigyes főherceg táborszernagyot kitüntették a gyémántokkal ékesített Katonai Érdemkereszttel. 1899 szeptemberében megkapta Signum Laudis Bronz Katonai Érdemérmet. 1905. április 11-én az uralkodó kinevezte őt a császári és király haderő főfelügyelőjének (Generaltruppeninspektor), egyben kifejezte legfelsőbb uralkodói elismerését („Neuerliche Allerhöchste Belobende Anerkennung”). Ez feljogosította a kitüntetettet, hogy a Signum Laudis Érdemérem ezüst fokozatát viselhesse ennek bevezetésétől, 1911-től kezdve. Hadsereg-főfelügyelői beosztásának átvételekor az V. hadtest parancsnokságát Karl Freiherr von Steininger altábornagynak adta át, és családjával együtt Pozsonyból Bécsbe költözött, Albert főherceg belvárosi palotájába (ma: Albertina).
1907. június 25-én megtették az osztrák Landwehr (a magyar Honvédség osztrák megfelelője) főparancsnokának, ezt a tisztséget 1914-ig, a világháború kitöréséig viselte. Közben 1910. június 14-én gyalogsági tábornokká nevezték ki.
Az első világháború kitörésének küszöbén Frigyes főherceg, gyalogsági tábornok volt a hadsereg rangidős főhercege. Ferenc József jobban kedvelte őt, mint a nála 7 évvel fiatalabb trónörököst, Ferenc Ferdinánd főherceget. A császár Frigyest tekintette a haderő „természetes” főparancsnokának, háború esetére. Ez súlyos ellentéthez vezetett az ambiciózus „újító” Ferenc Ferdinánd és a „régimódi” Frigyes között. Magánéleti konfliktus is súlyosbította ellentétüket: Frigyes felesége, Izabella főhercegné azt remélte, a trónörökös az ő nyolc leánya egyikének udvarol. Kiderült azonban, hogy Ferenc Ferdinánd választottja az egyik udvarhölgy, Chotek Zsófia grófnő. Izabella főhercegné ezt személyes sértésnek vette. Mélyen meggyűlölte a trónörököst és rangon aluli feleségét. Férjét, Frigyest arra tüzelte, hogy lépjen ki a jövendő uralkodó szolgálatából. Felesége zaklatására 1914 tavaszán Frigyes már nyugállományba akart vonulni. Ferenc Ferdinánd és Chotek Zsófia szarajevói meggyilkolásának hírére azonban meggondolta magát és posztján maradt.
Frigyes főherceg, mint a legmagasabb rangú Habsburg tábornok, már a világháború kitörése előtt is számos osztrák és külföldi kitüntetés birtokosa volt. Néhány példa: a württembergi Korona-rend nagykeresztje (1873); az orosz Szent András-rend (1877), Alekszandr Nyevszkij-rend nagykeresztje, az orosz Fehér Sas-rendje, az orosz Szent Anna-rend I. osztálya, a francia Becsületrend nagykeresztje (1878); a Német Lovagrend Mária Keresztje (Marianerkreuz) (1879); a belga Lipót-rend nagykeresztje (1881); a szász hercegi ház Ernő-ágának Érdemrendje (SEHO, 1882); a bajor Szent Hubertus-rend (1889); a holland Oroszlán-rend nagykeresztje (1890); a szász királyi ház Tölgykorona (Rautenkrone) rend nagykeresztje (1891); a toszkánai Szent József-rend nagykeresztje (1891); a dán Elefánt-rend (1892); az Orániai-Nassau-ház Aranykorona-rendje (1892); a porosz Fekete Sas-rend (1892) és a Vörös Sas-rend I. osztálya (1895); a spanyol III. Károly-rend nagykeresztjének aranylánca (1896); a német I. Vilmos Császári Emlékérem (1897); a Német Lovagrend Mária Keresztjének nyakszalagja (1898); a perzsa sah gyémántokkal ékesített arcmás-kitüntetése (1900); a Máltai lovagrend nagykeresztje (1901); a Bourbon-pármai Konstantin-rend nagykeresztje (1903); a Porosz Fekete Sas-rend aranylánca (1903); a brit Bath-rend nagykeresztjének katonai tagozata (1904); a spanyol Katonai Érdemrend nagykeresztje (1905); az Orosz Vöröskereszt díszjelvénye és ezüstérme, és az 1905-ös orosz–japán háború Emlékérme (1908); a svéd Szerafin-rend (1908); a badeni nagyhercegtől a hercegi ház Hűség-rendjét és az I. Berthold-rend nagykeresztjét (1908); a Szász-Weimari nagyhercegi ház Fehér Sólyom-rend nagykeresztje (1908); a spanyol Mária Krisztina királyné emlékérem (1909); a bajor Luitpold Régensherceg Érdemérem bronz fokozata (1911); a Mecklenburgi-ház Wend Korona Rendje (Wendische Krone, 1911), végül a bolgár Szent Cirill és Metód-rend nagykeresztje (1912). Emellett tulajdonosa volt több külföldi egységnek is: a porosz 5. „von Stülpnagel” gyalogezrednek, a bajor Albert főherceg könnyűlovasezrednek, a spanyol 6. „Figueras” lövészzászlóaljnak, a württembergi 4. „Ferenc József császár” lövészezrednek is.

### Az első világháborúban
Az osztrák főhercegek minden háborúban magas harctéri parancsnoki beosztásokat kaptak, képességeikre való tekintet nélkül. A főhercegek hiányosságait a helyetteseknek és a törzskaroknak kellett pótolnia. 1914. július 11-én az idős Ferenc József császár Frigyes főhercegre ruházta a császári és királyi haderő főparancsnoki (Armeeoberkommandant) tisztségét, amelyet összes eddigi háborúiban (1859-ben és 1866-ban is) saját maga viselt. Ez precedens nélküli intézkedés volt. A hajlott korú uralkodó választása valószínűleg azért esett Frigyesre, mert szerette unokaöccsét, megbízott benne, emellett Frigyestől elvárhatta, hogy nem kerül összeütközésbe a vezérkari főnökkel, az erős akaratú Franz Conrad von Hötzendorf tábornokkal, aki a tényleges hadműveleti és taktikai döntéseket hozta.
Frigyes főherceg javarészt formális és protokolláris szerepet játszott a domináns és öntörvényű Conrad mellett. Minden haditervről, minden döntésről tájékoztatták, de ő maga nem szólt bele ezekbe. Támogatta vezérkari főnökét, és megvédte őt minden támadással és intrikával szemben. Amikor Conrad és a német főparancsnok, Falkehayn tábornok (1861–1922) között ellentétek alakultak ki, ezek feloldására Frigyes diplomatikusan felhasználta II. Vilmos német császárhoz fűződő személyes barátságát is.
Frigyes felismerte, hogy a két császár, Ferenc József és II. Vilmos viszonya nem felhőtlen. A két uralkodó korkülönbsége és eltérő vérmérséklete rányomta bényegét a két hadsereg vezetőinek viszonyára is. Frigyes nagy emberismeretére és a német vezetőkhöz fűződő jó személyes viszonyára támaszkodva igyekezett elsimítani ezeket a súrlódásokat. A II. Vilmos császár később a porosz haderőben vezértábornagyi (Generalfeldmarschall) kinevezéssel viszonozta Frigyes diplomáciai érzékét.
Frigyes tudta, hogy az egyszerű katonáknak azt kell érezniük, hogy felső parancsnokaik köztük járnak, velük vannak. Az idős Ferenc József nem volt alkalmas erre a szerepre, ezért Frigyes főherceg tábornagy, főhadparancsnok ahányszor csak tehette, a harcoló csapatokhoz látogatott. Szinte állandóan a frontvonalakat járta, kitüntetéseket adott át, bátorította a harcolókat, erősítette a harci szellemet. Ugyanerre biztatta a trónörököst, Károly főherceget is.
E munkáért a háború első éveiben Frigyes szinte minden lehetséges kitüntetést megkapott Ferenc József császártól és a szövetséges uralkodóktól. Megkapta a gyémántokkal ékesített Katonai Érdemkereszt I. osztályát (1915. május 9-én), a Nagy Katonai Érdemérmet (a „Nagy Signum Laudist”, 1916. október 17-én), végül a Katonai Mária Terézia-rend nagykeresztjét (MMThO), a császár kéziratos levelével, amelyet 1916. november 25-ére kelteztek. Az első kettőhöz később megkapta a kardokat is. Az elsők között tüntették ki a Vöröskereszt Érdemcsillagával 1914. augusztus 21-én, és ennek hadidíszítményével 1915. február 15-én. A háború során a szövetséges országokból is kapott magas katonai kitüntetéseket: 1914-ben a Porosz I. és II. osztályú Vaskeresztet; 1915-ben a Mecklenburg-Schwerin-ház Katonai Érdemrendjét; a Bajor Miksa József Rend nagykeresztjét; a Porosz „Pour le Mérite” Érdemrendet; a Szász Szent Henrik Katonai Érdemrend nagykeresztjét és parancsnoki keresztjét; a Württembergi Katonai Érdemrend nagykeresztjét, az Oszmán Imtiaz Érdemérem arany és ezüst fokozatát; 1916-ban a Bolgár Katonai Érdemrend I. osztályát; az Oldenburgi-ház Frigyes Ágost Keresztjét; a Braunschweigi Háborús Érdemkeresztet; az Oszmán Vörös Félhold Aranyérmét; a Hohenzollern-ház Érdemrendjének I. osztályú keresztjét a kardokkal; 1917-ben a tölgyfaleveleket a Porosz „Pour le Mérite” Érdemrendhez; 1918-ban a Schaumburg-Lippe Hadikeresztet, végül 1918 szeptemberében a Porosz „Hosszú Szolgálatért” Érdemkeresztet.
A háború kezdetén, 1914. szeptember 30-án Frigyes még a következő hadseregparancsot adhatta ki: „A német és az osztrák haderő helyzete kedvező. Az orosz offenzíva gyengülőben van. A német szövetségesünkkel együtt további csapásokat mérünk a Kraśniknál, Zamośćnál, Insterburgnál (Kelet-Poroszország, ma: Csernyahovszk, Oroszország), és Tannenbergnél (ma: Stębark, Lengyelország) már megvert ellenségre. A német hadsereg akadálytalanul, mélyen behatolt Franciaországba, ahol hamarosan nagy győzelem várható. A balkáni hadszíntéren az ellenség területén harcolunk. A szerb ellenállás gyengül. Ellenségeinket belső széthúzás, hátországukban felkelés és élelmiszerhiány fenyegeti, míg Ausztria-Magyarország és Németország szoros egységben, a győzelembe vetett bizalommal harcol a végsőkig ebben a reánk kényszerített háborúban. Ez a való helyzet. Ezt a proklamációt ismertetni kell minden tiszttel és katonával, mindenkinek a saját anyanyelvén. Aláírás: Frigyes főherceg”. A szeptember végi kedvező helyzet azonban gyorsan összeomlott. Az 1914. októberi katasztrófák semmivé tették a hadseregparancs optimizmusát. A németeket visszavetették a Marne folyótól, a franciák új állásai négy évre mozdíthatatlanná tették a nyugati frontot. Az osztrák-magyar haderőt kiverték Szerbiából, az oroszok új támadásokat indítottak a Mazuri-tavak és Varsó térségében, és ostrom alá fogták Przemyslt.

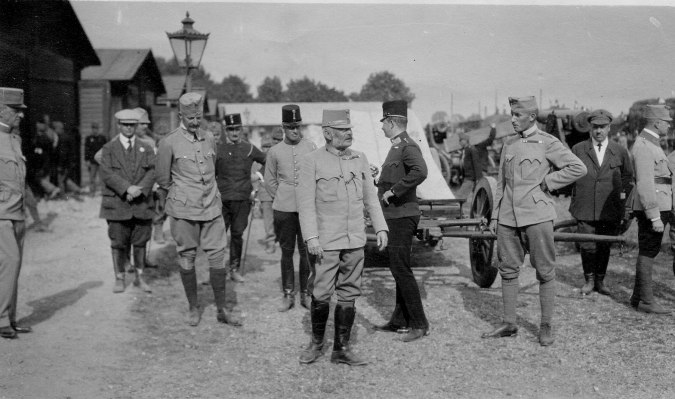
Frigyes főherceg a visszafoglalt Przemyśl erődjében, 1915. június.

Amikor a császári és királyi haderő Limanowánál végre visszavetette az orosz előrenyomulást, Frigyest 1914. december 12-én tábornaggyá(Feldmarschall) léptették elő. Ez volt az első tábornagyi kinevezés Frigyes nagybátyjának és mostohaapjának, Albert főhercegnek halála óta. Karrierjének csúcspontja 1915. május 2-a volt, amikor Mackensen német tábornagy mellett állva figyelhette a Dunajec folyón keresztül az orosz állásokra zúdított, támadást előkészítő tüzérségi bombázást. Ettől kezdve az orosz haderőnek védekezésre kellett volna kényszerülnie, és milliós veszteségek mellett száz kilométerekre kellett volna visszavonulnia.
Frigyes főherceg főparancsnoki imázsán 1915. december 24-én keletkeztek az első repedések, amikor az oroszok Czernowitznál nagy támadást indítottak. Néhány nappal később Mackensennek kellett visszasietnie a nemrégen meghódított Szerbiából és biztosítania a terület védelmét, a német Déli hadsereggel (Südarmee) és az osztrák-magyar 7. hadsereggel, amely a támadás legnagyobb terhét viselte. A Monarchia által megszállt Szerbia katonai közigazgatás alá került. 1916 tavaszán Tisza István magyar miniszterelnök a tescheni főhadiszállásra utazott, hogy Conrad vezérkari főnökkel és Frigyes főherceg főhadparancsnokkal folytatott tárgyalásain megpróbálja elérni, hogy Szerbiában magyar és ne osztrák katonai közigazgatás szerveződjék. A közös főparancsnokság ezt azonban csak részben teljesítette, a döntő funkciók osztrák kézben maradtak.
1916. június 4-én az orosz fronton megkezdődött a Bruszilov-offenzíva. A lucki áttörést csak nagy területveszteség és olyan súlyos áldozatok árán tudták megállítani, hogy az osztrák-magyar haderő ezután már nem volt képes önálló hadműveletet kezdeményezni a keleti fronton. 1916 júliusának végén Frigyes főherceg kénytelen volt átengedni az osztrák-magyar keleti front főparancsnokságát Paul von Hindenburgnak, a német keleti front parancsnokának. A hadseregek újjászervezését Hindenburg végezte el, aki 1916. augusztus 2-án létrehozta a keleti front egyesített főparancsnokságát. A Monarchia csapatai a keleti fronton német alárendeltségbe kerültek, ráadásul az orosz offenzíva sikerén felbátorodott Románia is hadba lépett a központi hatalmak ellen. A közvélemény és a politikai vezetés Conrad fejét követelte, de Frigyes főherceg teljes hivatali tekintélyével megvédte vezérkari főnökét.

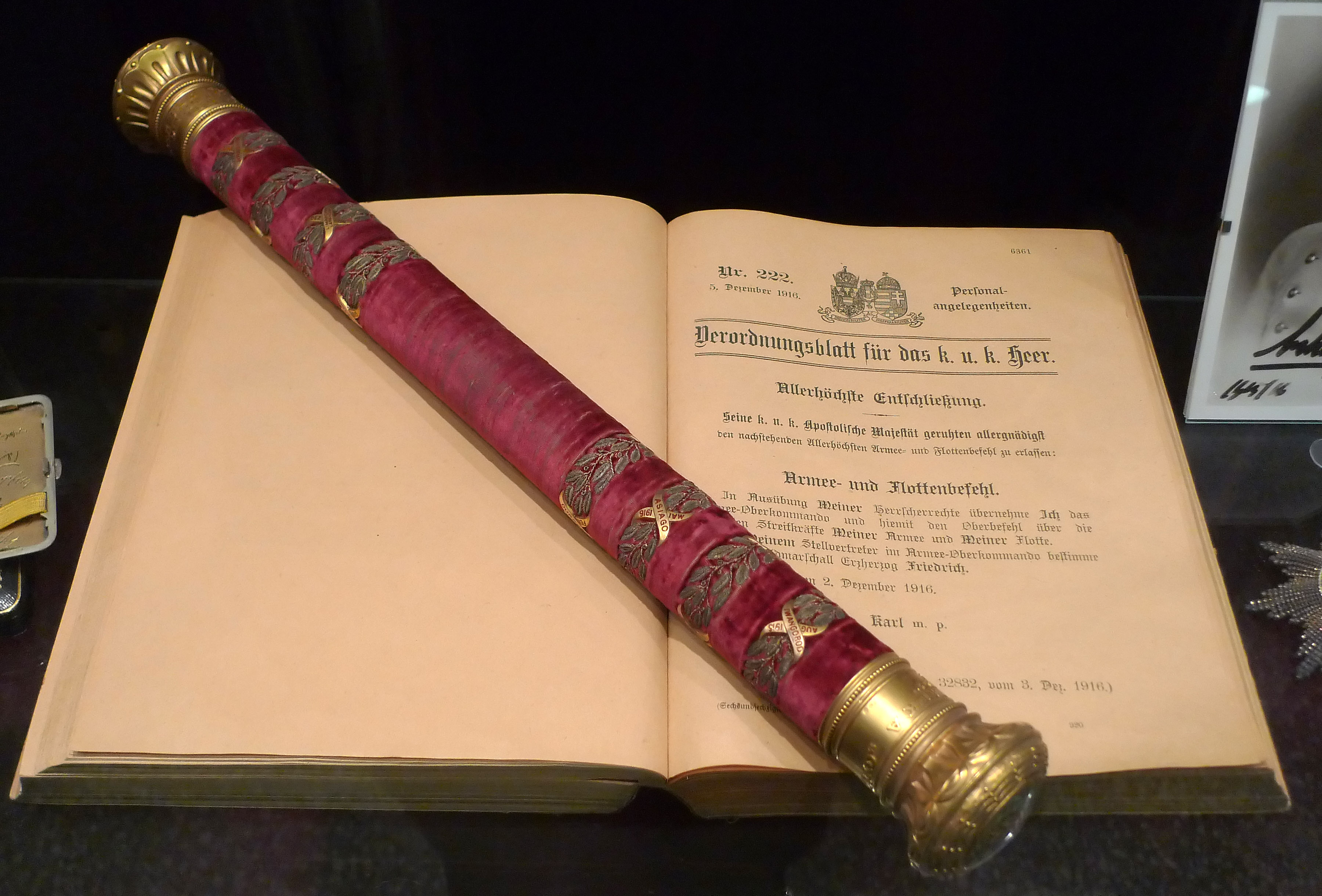
Frigyes főherceg, tábornagy marsallbotja, és a felmentéséről szóló december 2-ai legfelsőbb hadparancs. (Bécs, Hadtörténeti Múzeum).

### Az utolsó császár és király szolgálatában
1916. november 21-én elhunyt Ferenc József császár és király. Az új uralkodó, I. Károly császár (IV. Károly néven magyar király) december 2-án ismét uralkodói irányítás alá vonta a haderőt, saját kezébe vette a főparancsnokságot. Frigyes főherceget a helyettes főhadparancsnok tisztségébe helyezte. Hasonló intézkedést tett az előző évben II. Miklós orosz cár, amikor leváltotta a főparancsnokságról nagybátyját, Miklós nagyherceget, és saját kezébe vette az irányítást, hogy ezzel javítsa hadseregének megroppant morálját. Frigyes főherceg elfogadta ezt a beosztást, a becsvágyó Izabella főhercegné azonban ismét személyes sértésnek vette a változást. A helyzetet súlyosbította, hogy Zita császárné rossz viszonyban állt féltestvérével, Illés (Elias) pármai herceggel, Mária Anna főhercegnő férjével, Frigyes egyik vejével. Zita császárné és Izabella főhercegné növekvő ellentéte Frigyes főherceg helyzetét is megnehezítette.
1917-ben a különbéke lehetőségét kereső uralkodó további személycseréket hajtott végre. Leváltotta Conrad vezérkari főnököt (helyére Arz Artúr gyalogsági tábornokot nevezte ki. 1917. február 11-én Károly saját kézírásos levélben felmentette beosztásából Frigyes főherceg tábornagyot is, és rendelkezési állományba helyezte. Segédtisztet, szárnysegédet, személyes adjutánst és szolgálattevő tisztet biztosított számára. A háború utolsó két évét Frigyes főherceg saját birtokán, az alsó-ausztriai Baden melletti Weilburg kastélyában töltötte, ahová I. Károly császár rendeletére Teschenből átköltöztették az Osztrák–Magyar Monarchia főparancsnokságát. Frigyes azonban csak ritkán, hivatalos alkalmakkor látogatott el a főhadiszállás helyiségeibe.

### A Monarchia összeomlása után
1918. november 5-én kérte nyugállományba helyezését. 1918. december 1-jén nyugdíjba is küldték.
Frigyes főherceg magyaróvári majorságába vonult vissza. 1920-ban Ausztria és Csehszlovákia köztársasági kormányai kisajátították legtöbb palotáját, földbirtokát, üzemeit, csak Magyarországon fekvő birtokai maradtak háborítatlanok. Ausztria államosította a bécsi Albertinában őrzött híres képzőművészeti gyűjteményt is. Az ausztriai és csehszlovákiai uradalmak, ingatlanok minden alkalmazottját szélnek eresztették. Ezek Magyarországra menekültek. A főherceg kötelességének érezte, hogy eltartsa ezt a sok embert, bár ez nagyon megterhelte a magyaróvári uradalom gazdálkodását. Végrendeletében Frigyes meghagyta örököseinek, hogy vagyona terhére gondoskodjanak nincstelenné lett alkalmazottairól.
A Weilburg kastélyt 1929-ben az osztrák kormány meg akarta vásárolni gyermeküdülő céljaira, de Frigyes főherceg elzárkózott ettől. (A második világháborúban a kastélyt német katonai alakulatok vették igénybe. 1945-ben a szovjet Vörös Hadsereg közeledésekor a kastélyban tűzvész tört ki, az épület teljesen leégett, romjait 1964-ben felrobbantották.)
Izabella főhercegné azt tervezte, hogy fiát, Albert Ferenc főherceget (egyben magyar királyi herceget) a magyar királyi trónra segítheti (ezzel alkalmasint a gyűlölt Zita királynénak akart törleszteni). A tervnek sohasem volt realitása, Frigyes főherceg magyarországi népszerűsége és tagadhatatlan befolyása ellenére sem.

### Utolsó évei, halála
Felesége, Izabella főhercegné 1931. szeptember 5-én hunyt el. A megözvegyült Frigyes főherceg 80 éves korában, 1936. december 30-án hunyt el Magyaróváron (német neve Ungarisch-Altenburg, ma: Mosonmagyaróvárhoz tartozik).
Frigyes főhercegnek, Teschen utolsó hercegének, császári és király tábornagynak temetése 1937-ben Magyaróváron a Magyar Királyság legnagyobb királyi eseménye volt, IV. Károly király 1916-os koronázása után.
A temetési szertartást Serédi Jusztinián hercegprimás, esztergomi érsek vezette. A temetésen megjelent Frigyes unokaöccse, a száműzetésben élő XIII. Alfonz spanyol király (1886–1941), Frigyes 1929-ben elhunyt húgának, Mária Krisztina Dezideráta főhercegnőnek, spanyol királynénak fia, továbbá számos Habsburg főherceg, és minden élő császári és királyi tábornagy. A Führer személyes megbízottat küldött. Megjelent a száműzetésben élő II. Vilmos német császár egyik fia. Jelen voltak a Savoyai királyi ház tagjai, a nemzetközi diplomáciai testület tagjai, a Német Birodalom, az Olasz Királyság és Ausztria kormányainak képviselői, és Horthy Miklós kormányzó, feleségével együtt. Megjelentek a magyar kormány tagjai, az osztrák tartományok és magyar megyék delegációi. A magyar honvédség több zászlóalja vonult fel, hogy tisztelegjenek elhunyt főparancsnokuk előtt. Sok ezer magánember, tisztelők és érdeklődők is összegyűltek.
A gyászszertartást a városon kívül tartották egy kis kápolnában, amelyet főleg Frigyes uradalmának munkásai használtak. A gyászmenetet a főherceg egykori lovas díszszázada vezette. A lovasok és a vendégeket hozó autók feltörték és sártengerré változtatták a kisvárosi utcákat. A gyalogos gyászmenet ezeken a latyakos utakon kísérte az Osztrák–Magyar Monarchia legnagyobb hatalmú katonáját, Teschen utolsó hercegét.

### Utódainak későbbi sorsa
Frigyes főherceg gyermekei közül Mária Krisztina Izabella főhercegnőnek (1879–1962) négy gyermeke született. Mária Anna főhercegnő (1882–1940) gyermekei a száműzetésben élő spanyol királyi családba születtek. Mária Henrietta főhercegnőnek (1883–1956) négy leánya született: Natália (1884–1898); Stefánia (1886–1890); Gabriella (1887–1954) és Izabella (1888–1973). Mária Aliz főhercegnőnek (1893–1962) hat gyermeke született. Izabella főhercegnő (1888–1973) 1912-ben György Ferenc József bajor királyi herceghez (1880–1943) ment feleségül, de házasságukat már 1913-ban felbontották, egy polgári származású orvossal tervezett második házasságkötését Ferenc József megtiltotta, ezután a Svábföldön élt egyedül, Svájcban halt meg.
Frigyes főherceg és Izabella főhercegné egyetlen fia, Albert (Albrecht) Ferenc főherceg (1897–1955) lett volna a Teschen negyedik hercege. A két világháború között igen népszerű volt a magyar legitimisták között, akik uralkodójelöltnek tekintették, bár ő maga nyilatkozatban ismerte el Habsburg Ottó elsőségét a trónutódlásban. 1930-ban Angliában feleségül vette Lelbach Irén Dórát (* 1897), Rudnói és et Divékújfalui Dr. Rudnay Lajos elvált feleségét. Hitler hatalomra jutása után a nácizmus lelkes híve lett. Első feleségétől 1937-ben hivatalosan (egyházilag is) elvált, de előbb megvette neki a Mezőtúr–Pusztabánrévei kastélyt. 1938-ban Szegeden feleségül vette Felsőbányai Bocskay Katalint (* 1909). Az 1941-es újvidéki vérengzés tetteseit Albrecht főherceg magyaróvári birtokán keresztül szöktették Németországba. 1945-ben Nyugatra menekült, 1951-ben Mexikóban ismét elvált, ugyanebben az évben Buenos Airesben harmadszor is megnősült, ezúttal Lydia Strauss-Dornert vette feleségül. Teschen címzetes hercege 1955-ben Argentínában halt meg. (Első felesége, Lelbach Irén a második világháború utáni rövid koalíciós időszakban (1945–48-ig) a budai Várban elegáns kávézót üzemeltetett. Az ő öccse, Lelbach János az 1950-es években Mezey Mária színésznő (1909–1983) második férje lett).

## Külső hivatkozások
- http://www.thepeerage.com/p11187.htm#i111862 Családi és életrajzi adatok.
- http://www.weltkriege.at/Generalitaet/01%20Feldmarschall/Friedrich/friedrich.htm Életrajzi adatai.
- http://www.austro-hungarian-army.co.uk/biog/erzfried.htm Archiválva 2016. május 3-i dátummal a Wayback Machine-ben Életrajza.